# Valle Nevado
Valle Nevado är en vintersportort vid berget Cerro El Plomo i Chile, byggt av franska entreprenörer 1987-1988. Här har bland annat deltävlingar vid världscupen i snowboard avgjorts.

### Fotnoter
1. ↑  ”Kalender Valle Nevado - Snowboard”. Eurosport. 6-9 september 2001. Arkiverad från originalet den 23 februari 2014. https://web.archive.org/web/20140223041654/http://www.eurosport.se/snowboard/vallenevado/2001-2002/calendar-result_gnd2.shtml. Läst 18 februari 2014.